# Salchendorf (Neunkirchen)
Salchendorf ist ein Ortsteil der Gemeinde Neunkirchen im Kreis Siegen-Wittgenstein mit 3.042 Einwohnern (Stand: 30. Juni 2023) und nach Neunkirchen der zweitgrößte Ortsteil der Gemeinde.

## Geographie

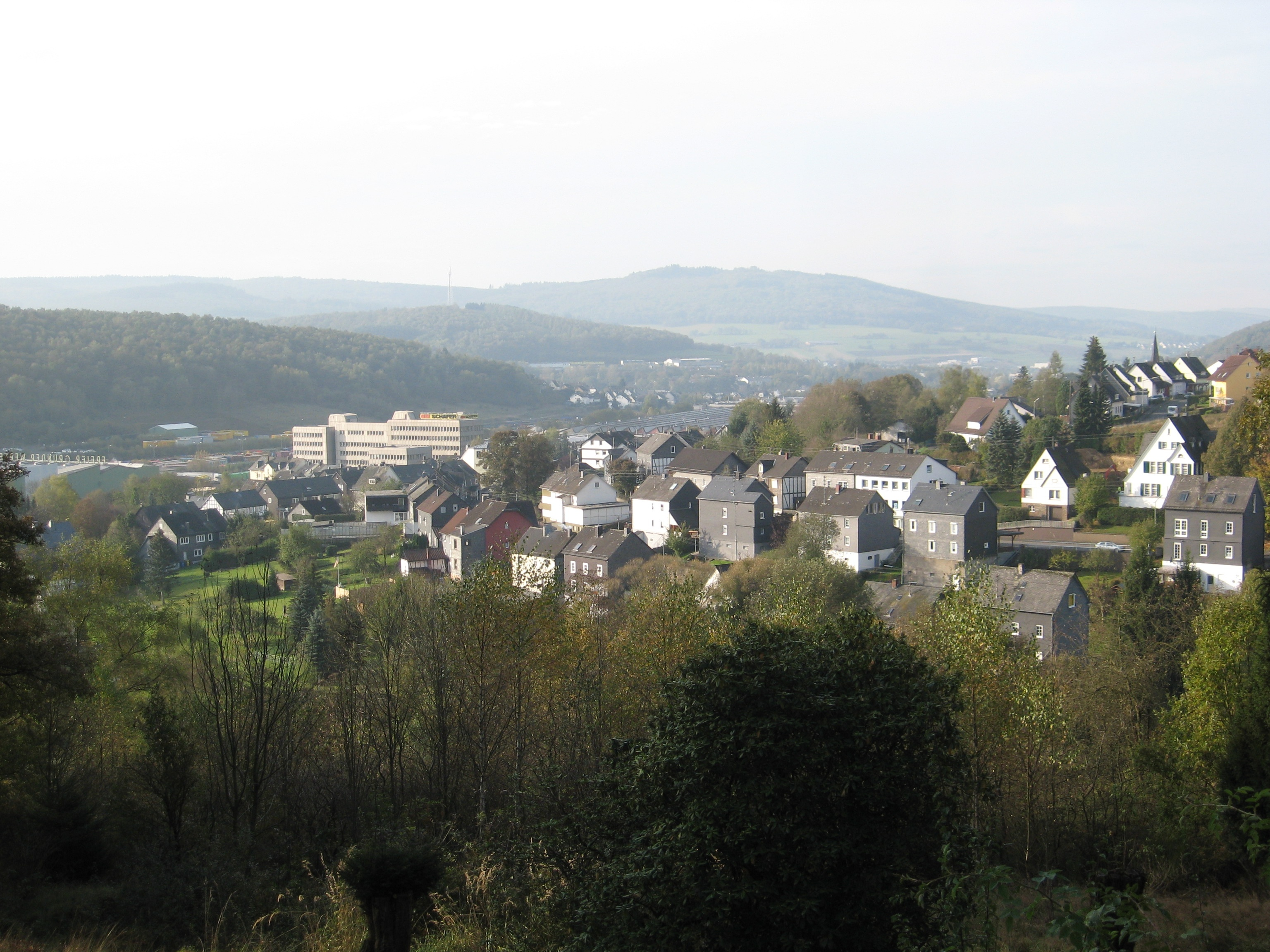
Salchendorf vom Ehrenmal gesehen.

Salchendorf liegt im südlichen Siegerland zwischen Neunkirchen und Wilnsdorf im Rothaargebirge auf einer Höhe von ca. 270 bis 280 m. Größtenteils im Wildebachtal gelegen, zweigt in der Mitte des Ortes das ca. 3 km lange Arbachtal ab, das auf ca. 1 km Länge bebaut ist. Ein zweites Seitental ist das ca. 2,3 km lange unbebaute Gutenbachtal am östlichen Ende. Der Wildebach fließt aus Wilden kommend durch den Ort und mündet in Neunkirchen in die Heller; in ihn fließen in Salchendorf der Gutenbach am Ortsanfang und der Arbach mitten im Ort. Höchster Berg ist der Pfannenberg mit 499,2 m, dessen Spitze aber schon im Siegener Stadtgebiet liegt. Weitere Berge sind unter anderem
- der bebaute Rassberg (417,8 m),
- die Große Rausche (436,9 m),
- der Leyenkopf (431,5 m) und
- der Stahlseifer Kopf (436,9 m).

### Nachbarorte
Nachbarorte Salchendorfs sind Brachbach und Mudersbach im Nordwesten, Eiserfeld im Norden, Eisern und Rinsdorf im Nordosten, Wilden im Osten, Zeppenfeld und Gilsbach im Süden und Neunkirchen im Südwesten.

## Geschichte

Blick vom Hardtwald aus auf Salchendorf im Jahr 1910. Links (unscharf) die Freier Grunder Eisenwerke, vorne die Wildener Straße.

Die heutige Besiedlung des Kernortes sowie der umliegenden Höfe bzw. Siedlungen „Rudersdorf“ und „Reinartzdorf“ fing zwischen 800 und 950 an, während der Hof „Zabach“ (oder „Zobach“) erst zwischen 950 und 1050 besiedelt wurde. Die Siedlung „Reinartzdorf“ (oder „Reynartzdorff“) lag an der Mündung des Gutenbachs östlich vom damaligen Salchendorfer Ortskern, „Rudersdorf“ lag im oberen Gutenbachtal.
Der Ort Salchendorf wurde erstmals am 3. Mai 1316 urkundlich erwähnt. In dieser Urkunde nimmt Edelherr Johannes von Wildenburg den Ritter Christian von Selebach (Altenseelbach) zum Vasallen an und weist ihm Einkünfte von Gütern aus Salchendorf und weiteren Ortschaften zu. Am 15. August 1326 wurden Güter in „Reynartzdorff“ genannt. 1499 wurde die Siedlung „Zobach“, die in der Nähe der Schränke gelegen war, erwähnt. Diese war allerdings schon vor 1600 verschwunden, da sie in einer alten Landkarte nicht mehr eingezeichnet ist. Heute erinnert ein Flurname noch an den Hof.
1522 wurde Salchendorf von der Pest heimgesucht.
1671 kam es zu einer großen Brandkatastrophe, bei der das „gantze dorff Salchendorff abgebrennet“ ist, wie es der Salchendorfer Hans Peter Enners 18 Jahre später formulierte. Ein „Verzeichnus der Jenigen so schaden wegen brands gelitten zu Salchentorff“ (vom 11. November 1671) nannte 15 nassauische und 18 saynische Hausvorstände. Am 29. September 1752 hat erneut eine Brandkatastrophe den Ort fast vollkommen zerstört, 41 Wohnhäuser brannten ab, nur wenige blieben erhalten. Überlieferungen nach soll ein Tischlergeselle nach dem Krach mit seinem Meister den Brand gelegt haben. Salchendorf hatte noch mehr Unglück. Im Juli 1753 kam es wieder zu einem Brand. Es sollen aber nur zwei Häuser gewesen sein, die dabei zerstört wurden. Bereits 1761 sollten sich die Geschehnisse von 1752 wiederholen. Am 26. September brannten 27 Wohnhäuser und die zugehörigen Nebengebäude nieder.
Die erste Salchendorfer Hütte lag laut Gemarkungsnamen am Arbach. Sie wurde bereits um 1700 stillgelegt. 1631 wurde die Beelenhütte als „Beehlen hütten zu Salchendorff“ erwähnt. Diese wurde am Wildebach errichtet, dadurch ergaben sich Vorteile gegenüber der ersten Hütte, das vorhandene Wasser konnte genutzt werden und die Transportwege waren kürzer. (Der Name hängt wohl mit der Salchendorfer Familie Beel oder Behl zusammen. Ein gewisser Johann Beel aus Salchendorf berichtete 1596, seit etwa 30 Jahren seien er und sein verstorbener Vater schon mit Kohlen aus Wilnsdorf beliefert worden, was eine Hüttentätigkeit vermuten lässt.) 1854 und 1867 wurden erstmals Dampfmaschinen eingesetzt, 1873/74 wurde der Betrieb eingestellt. In der Hütte sollen knapp 360–370 Wagen Roheisen pro Jahr verarbeitet worden sein. Ab 1925 befanden sich die „Freien Grunder Eisenwerke“ auf dem Gelände, in den 1970er-Jahren wurde dieses durch die Firma SSI Schäfer aufgekauft.
Bereits 1848 gründete sich der Männergesangsverein. 1858 wurde die neu ausgebaute Straße nach Wilden eingeweiht. Ab 1884 wurden verschiedene Vereine gegründet: 26. August 1884 – CVJM; 1888 – Freiwillige Feuerwehr; 1895 – DRK-Frauenverein; April 1896 – Turnverein.

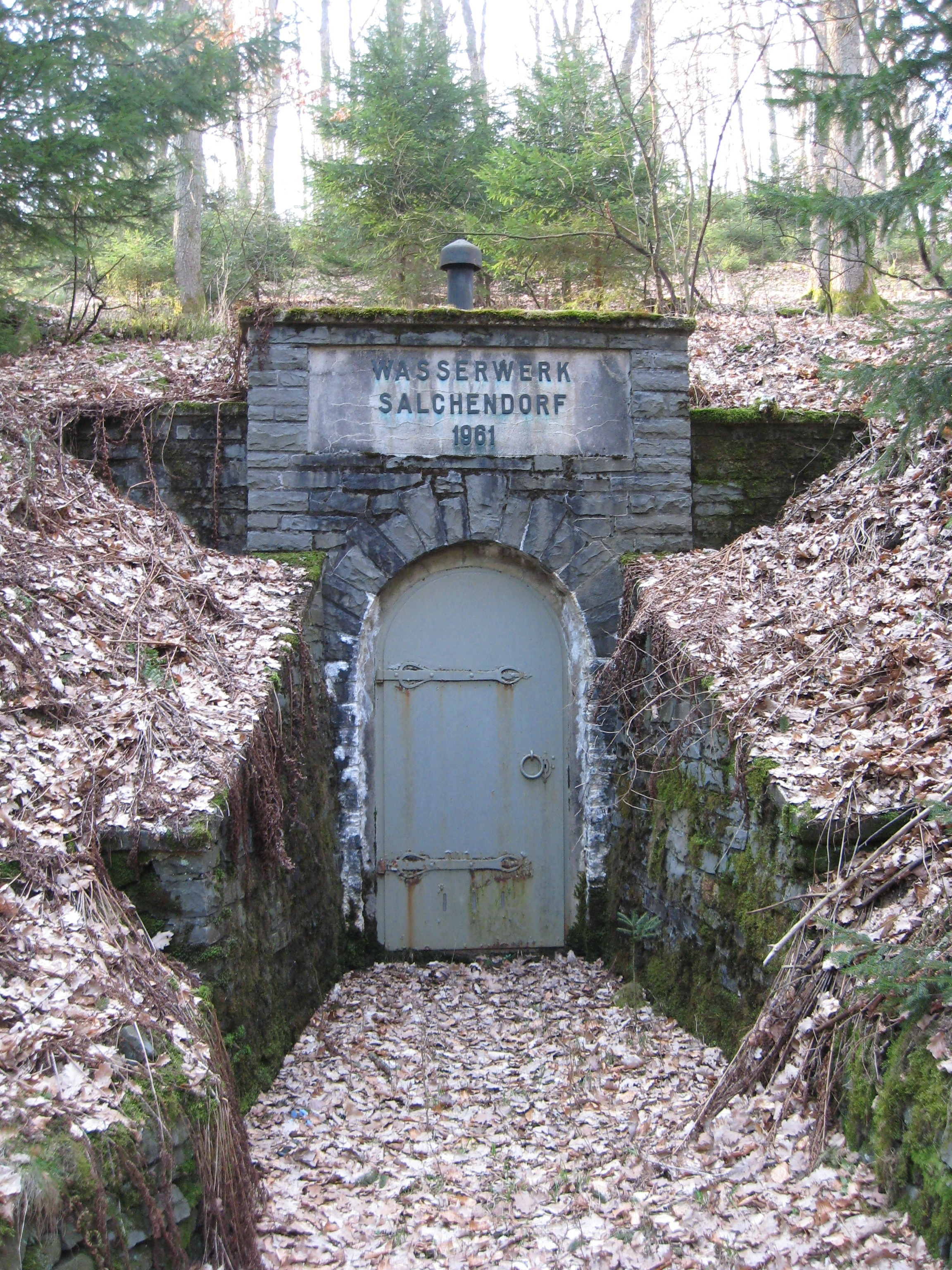
Wasserstollen im Gutenbachtal, ehemaliger Stollen der Grube Rausche

1910 wurde das letzte Strohdach in Salchendorf ersetzt. 1925 lebte die Gemeinde Salchendorf vom Eisenerzbergbau und der Erzverarbeitung. Von den 1623 Einwohnern waren 1423 evangelisch, 10 katholisch und 90 sonstiger Konfession. Es gab eine Volksschule, eine Polizei und eine Spar- und Darlehnsgenossenschaft. In den 1950er-Jahren herrschte Wasserknappheit im Siegerland. 1961 wurde daher der ehemalige Stollen der um 1900 stillgelegten Grube Rausche im oberen Gutenbachtal für den Trinkwasserspeicher hergerichtet. 1963 folgte am südlichen Ausläufer des Pfannenbergs ein weiteres Wasserwerk zur Versorgung Salchendorfs.
1961 wurde eine dritte Pfarrstelle in der evangelischen Kirchengemeinde Neunkirchen eingerichtet und damit ein Pfarrer nach Salchendorf gestellt. 1970 folgte der Kirchenbau der 1987 renovierten „Erlöserkirche Salchendorf“. In den 1970er-Jahren wurde der Ausläufer des Rassberges von beiden Seiten (Zeppenfeld und Salchendorf) als Baugebiet ausgewiesen und bebaut.
Bis 1844 gehörte Salchendorf zum Amt Neunkirchen. Dieses wurde aufgelöst und in das Amt Burbach eingegliedert. Durch eine Gesetzesänderung wurden Salchendorf, Amt Burbach (offizielle Bezeichnung) am 1. Januar 1969 in die neue Großgemeinde Neunkirchen eingegliedert und damit auch das Amt Burbach aufgelöst. Heute ist Salchendorf ein großer Ortsteil von Neunkirchen, der selbsternannten Industriegemeinde im Grünen, die meisten Arbeitsplätze der Gemeinde befinden sich hier (Neunkirchen gesamt: ca. 7500 Arbeitsplätze bei ca. 15.000 Einwohnern).

### Einwohnerzahlen
Einwohnerzahlen des Ortes:
| Jahr | Einwohner |
| ---- | --------- |
| 1810 | 489       |
| 1818 | 481       |
| 1850 | 637       |
| 1867 | 719       |
| 1885 | 986       |
| 1895 | 1082      |
| 1905 | 1422      |
| 1910 | 1552      |

| Jahr | Einwohner |
| ---- | --------- |
| 1913 | 1494      |
| 1925 | 1623      |
| 1933 | 1611      |
| 1939 | 1568      |
| 1950 | 2160      |
| 1961 | 2386      |
| 1967 | 3195      |
| 1985 | 3449      |

| Jahr | Einwohner |
| ---- | --------- |
| 1994 | 3529      |
| 2000 | 3665      |
| 2004 | 3580      |
| 2009 | 3410      |
| 2011 | 3300      |
| 2014 | 3270      |

Anmerkung: Einwohnerzahlen ab 1994 am 31. Dezember; 2000 im Oktober.

### Häuserzahlen
| Jahr   | 1600 | 1698 | 1700 | 1704 | 1706 | 1725 | 1730 | 1788 | 1810 | 1846 | 1850 | 1867 | 1913 |
| Häuser | 43   | 51   | 64   | 64   | 58   | 60   | 60   | 71   | 71   | 85   | 84   | 109  | 256  |

## Bergbau

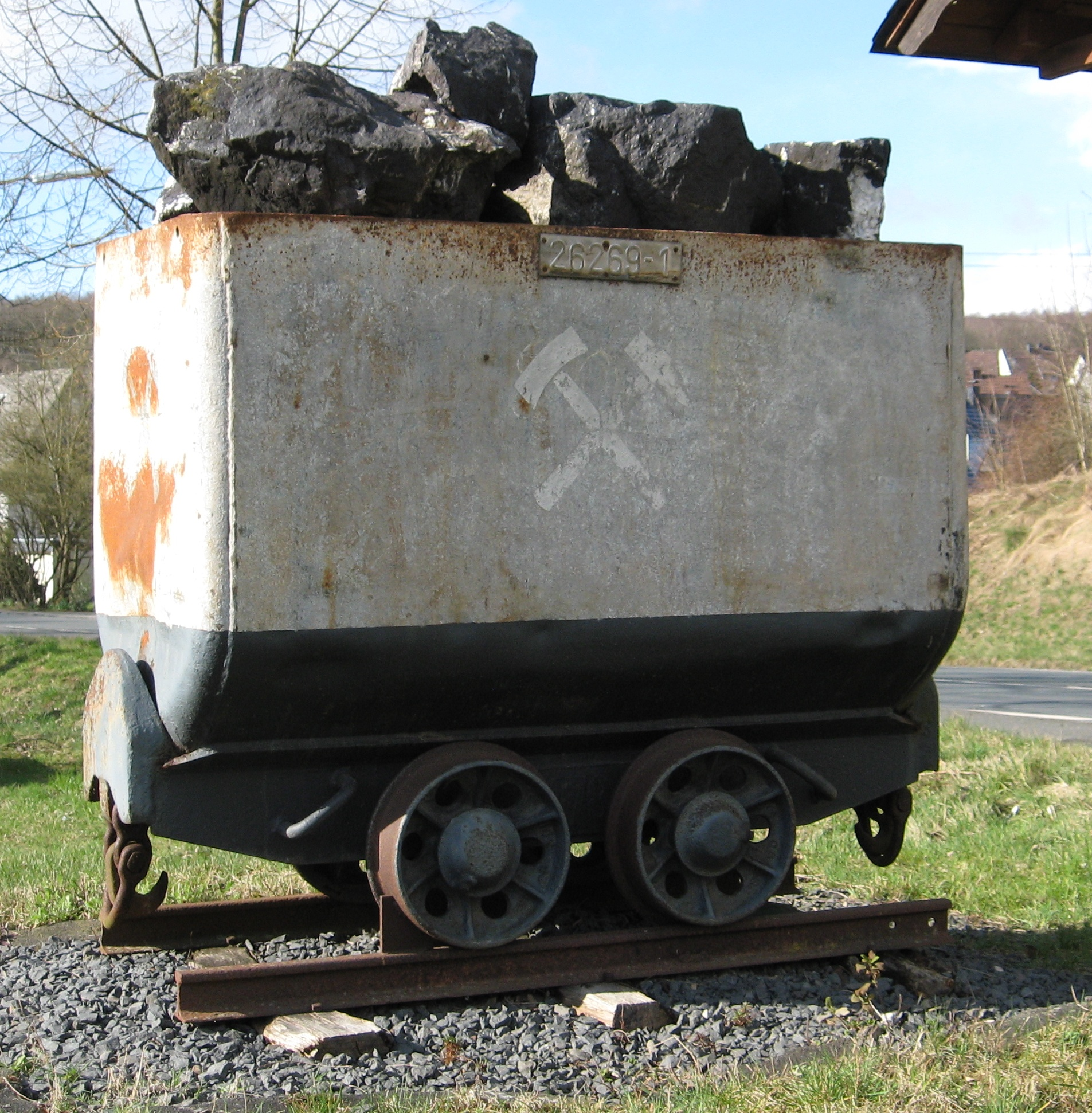
Ein Denkmal zum Bergbau im Ort steht am Ortseingang von Wilden aus kommend.

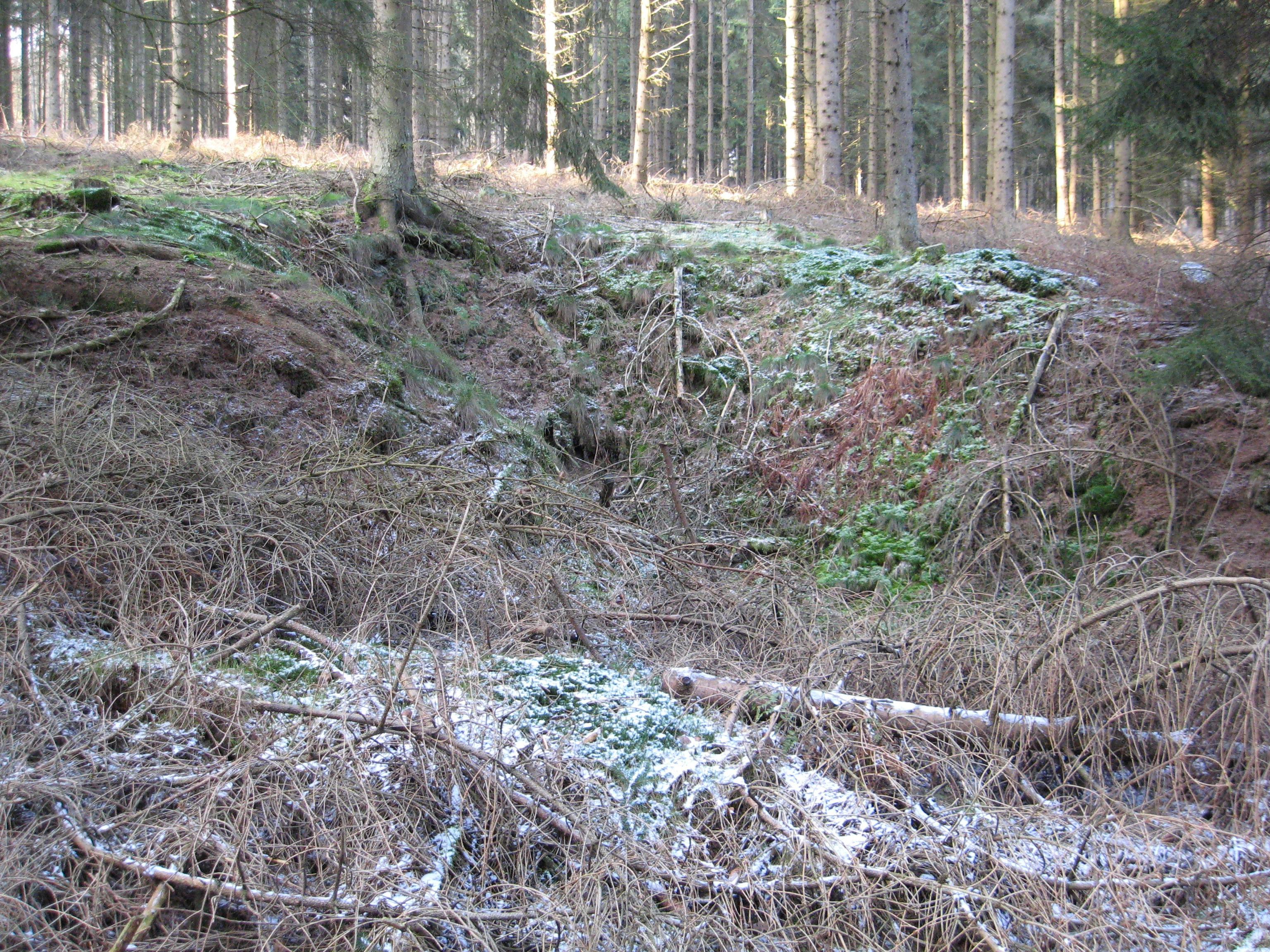
Bergbaureste, vermutlich von der Grube Rennseifen.

Das Bergmannsdorf Salchendorf war besonders im 19. und 20. Jahrhundert bis zur Gebietsreform im Jahre 1969 eine reiche Gemeinde. Erste Erwähnungen im Bergbau gehen ins Jahr 1732 zurück, das letzte Bergwerk schloss 1962 als Letztes im Altkreis Siegen.
Neben dem Bergbau spielte die Verhüttung eine wirtschaftliche Rolle im Ort. Doch trotz der gesünderen Arbeit in den Aufbereitungsanlagen und Hütten waren die Berufe der Bergmänner angesehener und „beliebter“. Im 19. Jahrhundert waren im Gebiet Gemeinde Neunkirchen ca. 50 Gruben von wirtschaftlicher Bedeutung aktiv. Hunderte kleine, meist unbedeutende Gruben gab es, davon ca. 40 Stollenbergwerke im Ortsgebiet Salchendorfs.
Im Ersten Weltkrieg wurden als Folge des Rohstoffmangels alte Halden in den Wäldern um den Ort wieder ausgegraben und abgetragen. Man wollte letzte Reste von Eisenstein gewinnen, da die alten primitiven Herstellmethoden zur Eisengewinnung viele Erz-Reste hinterließen.

### Gruben
Die wichtigeren, bekannteren oder größeren waren:
| Grube                                           | Mutung     | Stilllegung    | Besonderheit                        |
| ----------------------------------------------- | ---------- | -------------- | ----------------------------------- |
| Arbacher Einigkeit (zu Pfannenberger Einigkeit) | 1807       | 1901 (1936)    | Gesamtteufe: 290 m (550 m bis 1936) |
| Gleiskaute (zu Junger Löwe)                     | 1780       | um 1880        |                                     |
| Heidenberg (zu Stahlseifen)                     | vor 1732   | 1920           |                                     |
| Heinrichsglück (zu Stahlseifen)                 | um 1840    | um 1900 (1935) | Gesamtteufe: 791 m                  |
| Junger Löwe                                     | 1839       | um 1880        |                                     |
| Ludwigseck                                      | 1839-01-24 | 1922-03-30     | Gesamtteufe: 260 m                  |
| Oberster Specht (zu Steimel)                    | 1814       | 1868           | Stollen: 315 m                      |
| Pfannenberger Einigkeit                         | 1810       | 1962-04-18     | Gesamtteufe: 1.338 m                |
| Rennseifen                                      | vor 1732   | 1920           |                                     |
| Stahlseifen (zu Heinrichsglück)                 | 1750       | 1931-01-31     | Gesamtteufe: 596 m                  |
| Steimel, nur teils im Ortsgebiet                | vor 1812   | 1935-12-31     | Gesamtteufe: 627,3 m                |
| Wodanstolln                                     | 1732       | 1910           | Gesamtlänge: 1500 m                 |

Hinweis: Gruben mit Schachtbetrieb sind fett markiert; Datum bezieht sich auf Ersterwähnung oder Mutung, Abbau schon vorher möglich!

#### Aktive Gruben 1812 und 1872
Hier die aktiven Gruben in den Jahren 1812 und 1872 laut Alfred Henrichs aus Aus Salchendorfs Vergangenheit:
| 1812 - Arbach - Buche - Heidenberg - Hinterste Kreuzbach - Kompaß - Ochsenstollen - Pfannenberger Einigkeit - Rennseifen - Schottel & Streitberg (Teufe: ca. 160 m) - Schülerchen - Spor - Stahlseifen - Steimel - Vorderste Kreuzbach - Wildener Streitberg - Wodan (Fe) | 1872 - Apollo (Freiheit) - Arbach - Erzvater † um 1895 - Eule † um 1910 - Friedrich Wilhelm - Heidenberg - Heidenstock - Heinrichsglück - Hevatha - Hohe Wilhelmine - Hund - Kirschenbaum - Kreuzbach - Ludwigseck - Neubergmannsglück - Ochs samt Streitberg - Pfannenberger Einigkeit - Rausche † um 1900 - Rennseifen - Rindchen - Schlanger - Stahlseifen - Steimel - Uhu - Wilhelmshöhe - Wodan (Fe) |

Außer den aufgeführten gab es noch weitere Gruben:
| - Harold (Abbau von Fe, Pb, Cu, Zn, Ag) - Ronnert | - Ende - Stümpchen |

### Gruben mit Schachtbetrieb

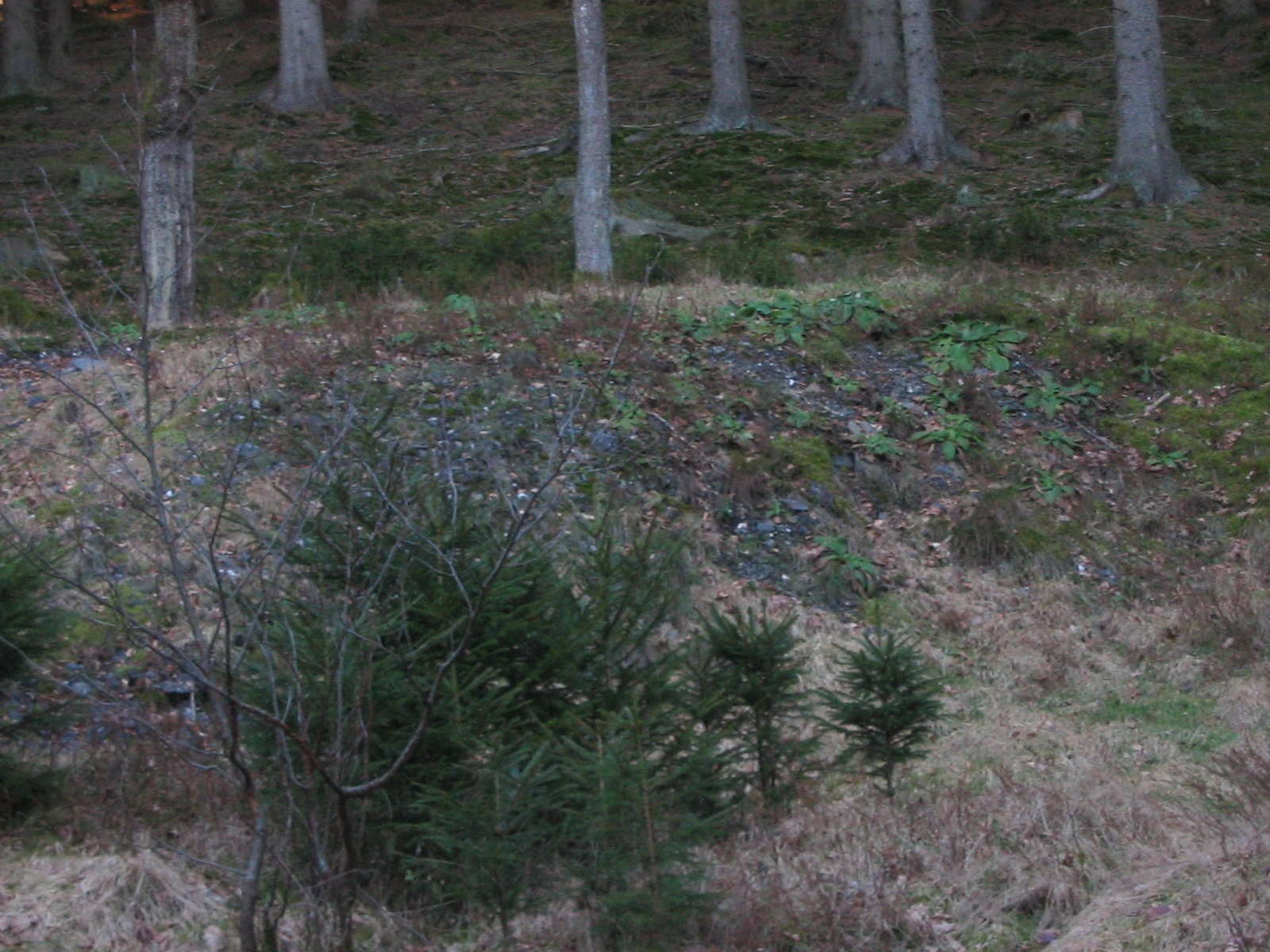
Haldenreste der Grube Heinrichsglück

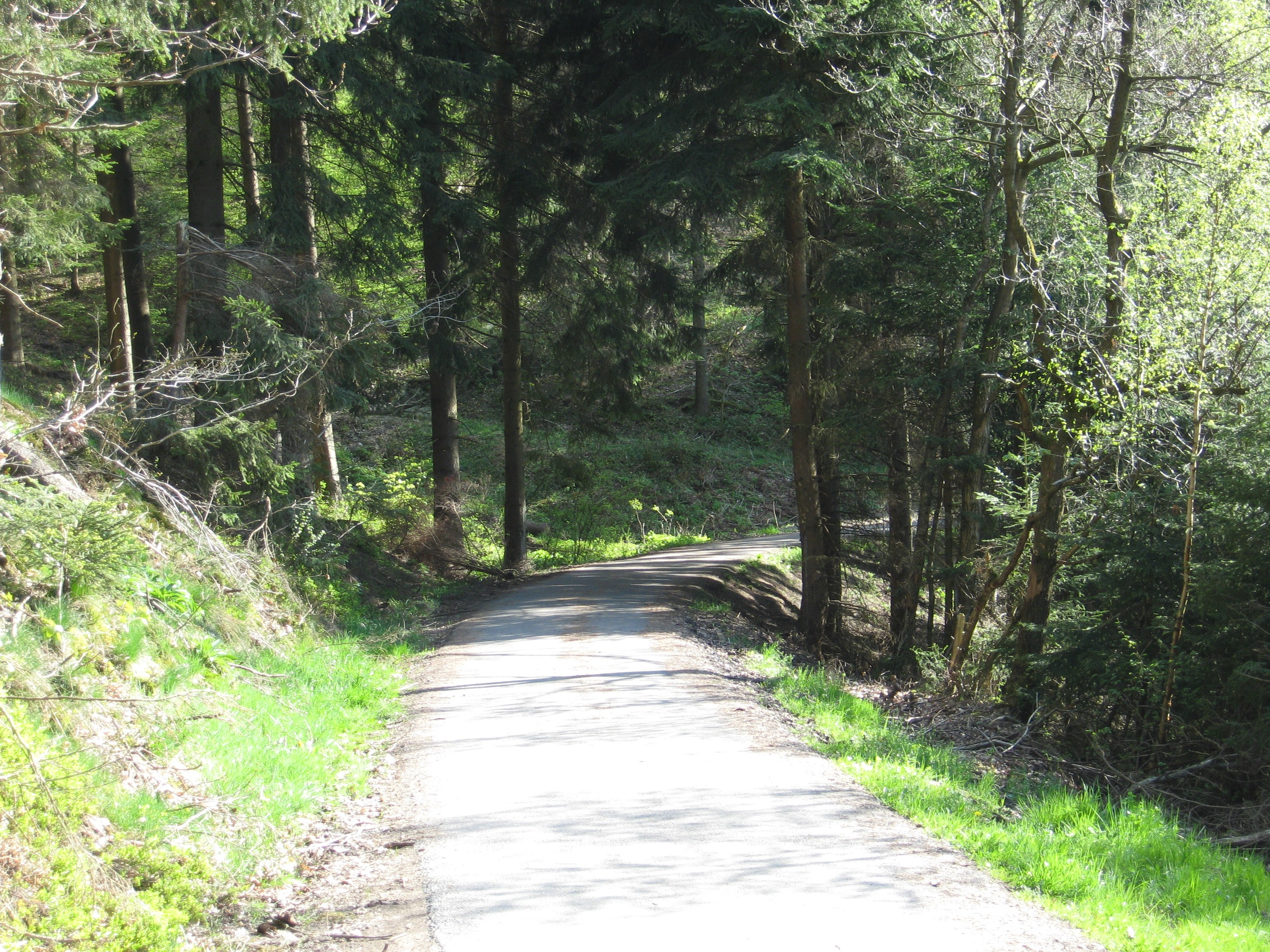
Das Bähnchen war eine Schmalspurbahn zwischen der Grube Bautenberg und Neunkirchen, heute ein Rad- und Wanderweg.

Das zweite Fördergerüst (gebaut 1898) des alten Schachtes der Grube Pfannenberger Einigkeit steht jetzt als Aussichtsturm am Pfannenberg. Das Bild zeigt das erste Gerüst.

Hier sind die sechs größten Gruben, die Gruben mit Schachtbetrieb, einmal näher aufgeführt. Wenn man es genau nimmt, waren es nur fünf Gruben, denn die Grube Steimel lag auf der Grenze zu Neunkirchen und nur teils in Salchendorf.

#### Arbacher Einigkeit
Die Grube Arbacher Einigkeit lag am Pfannenberg unterhalb der Grube Pfannenberger Einigkeit. Sie gehörte anfangs zu den besten Gruben des Freien Grundes. In den 1860er Jahren begann man mit der Förderung in größeren Teufen, noch bevor ein richtiger Schacht im Jahre 1873 angelegt wurde. Der Erz wurde durch einen 500 m langen Stollen abtransportiert. Um 1900 wurde die Grube stillgelegt und ging in den Besitz der benachbarten Grube über. Kurz vor dem Ersten Weltkrieg wurde auf der Pfannenberger 450-m-Sohle ein Gang in Richtung Arbacher Einigkeit angelegt. Später wurde in der Grube ein Blindschacht auf 550 m abgeteuft. Durch den gang war es möglich, das abgebaute Gestein über die schon vorhandenen Anlagen am Pfannenberg zu fördern. 1936 endeten die Abbauarbeiten im Arbacher Grubenfeld.

#### Heinrichsglück
Die Grube Heinrichsglück war eine der fünf Gruben mit Schachtbetrieb im Ortsgebiet. Sie lag im oberen Gutenbachtal in einem kleinen Seitentälchen. Um 1840 wird hier erstmals Erz abgebaut. 1879 wurde ein Schacht abgeteuft, der eine Teufe von 275 m erreicht. Die Gesamtteufe der Grube lag bei 791 m. 1897 kauft der Ruhrkonzern Phoenix die Gruben Heinrichsglück und Stahlseifen und macht daraus die Gewerkschaft Heinrichsglück. Um 1900 wird die Grube stillgelegt.

#### Ludwigseck
Die Grube Ludwigseck wurde am 24. Januar 1839 auf die Förderung von Eisenstein, Blei, Silber- & Kupfererz angelegt. Ab 1853 wurde auch Zinkblende gefördert. Um 1910 brannte die Aufbereitungsanlage der Grube komplett nieder, was die eh schon angeschlagene Grube in den Ruin trieb, 1913 wurde die Förderung eingestellt und Konkurs angemeldet. Der Schacht der Grube hatte eine Teufe von 260 m.

#### Pfannenberger Einigkeit
Die Grube Pfannenberger Einigkeit war mit 1.338 m Gesamtteufe zeitweise die tiefste Grube Europas und wurde 1962 als eine der letzten großen Gruben im Siegerland geschlossen. Gefördert wurden 8,5 Mio. t Eisenerz.

#### Stahlseifen
Die Grube Stahlseifen lag an der Verbindungsstraße zwischen Salchendorf und Wilden. Ab dem 18. Jahrhundert wurde Erz abgebaut. 1873 wird ein Schacht abgeteuft. Seine Teufe erreicht 596 m. 1897 kauft der Ruhrkonzern Phoenix die Gruben Heinrichsglück und Stahlseifen und macht daraus die Gewerkschaft Heinrichsglück. Am 31. Januar 1935 wird sie stillgelegt. Das Gelände der Grube wird heute fälschlicherweise noch „Heinrichsglück“ genannt.

#### Steimel
Die Grube Steimel, ab 1895 Freier Grunder Bergwerksverein, lag nördlich oberhalb der Ortschaft auf der Grenze zwischen Salchendorf und Neunkirchen. Acht Schächte bzw. Gruben gehörten dazu, zwei von ihnen auf Salchendorfer Seite. Die meisten wurden mit der Hauptgrube am 31. Dezember 1931 geschlossen. Heute ist der Steimel ein beliebtes Ausflugsziel. Auf der Höhe befindet sich ein Restaurant.

## Verkehr und Infrastruktur

### Industrie

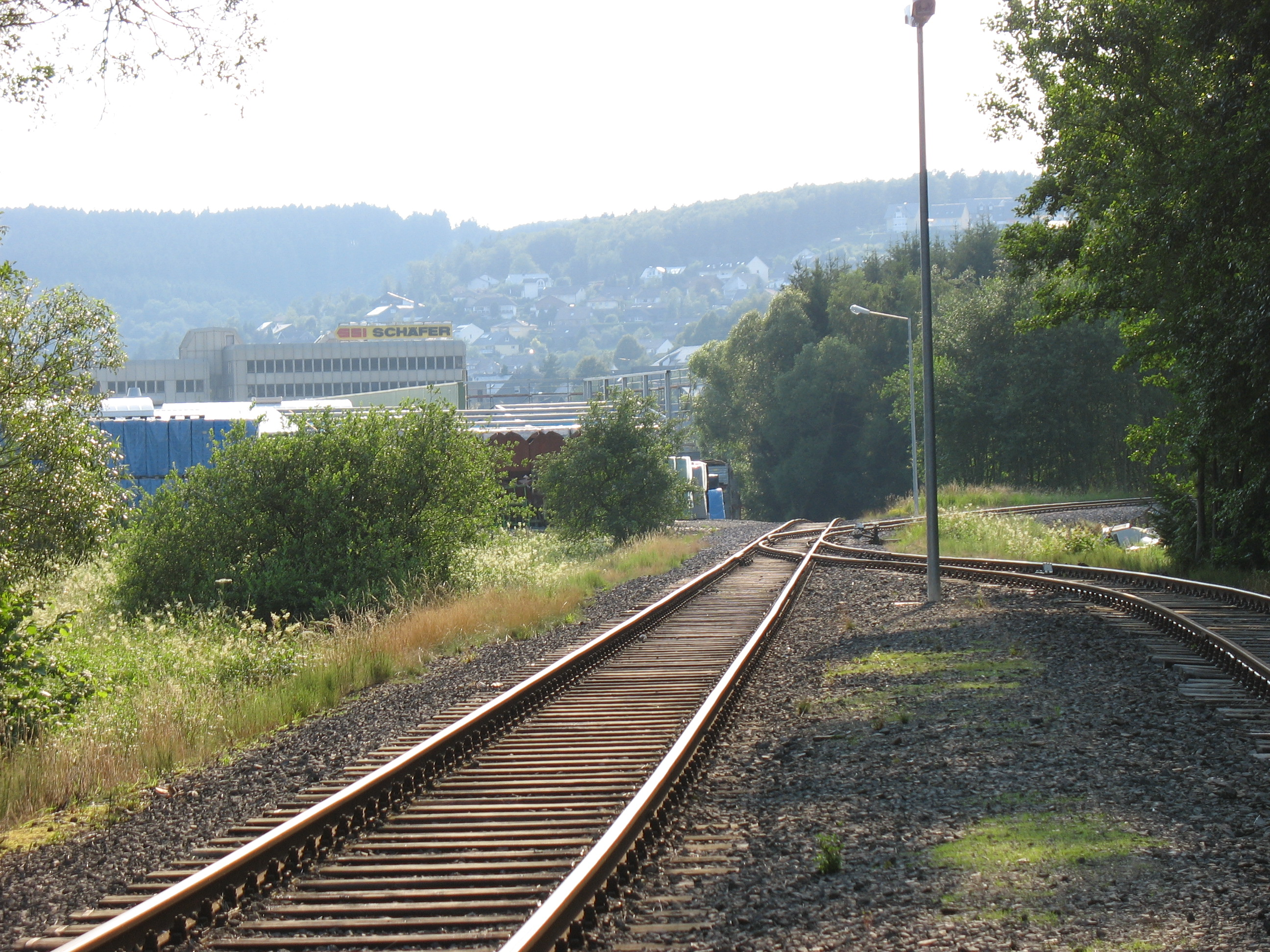
Eisenbahnschienen in Salchendorf, links hinten die Verwaltung von SSI Schäfer, die nach rechts gehenden Schienen verlaufen Richtung Pfannenberg.

Die Bahnstrecke Herdorf–Unterwilden stellte eine Verbindung zum Bahnhof Herdorf dar.
Die Gemeinde Neunkirchen und insbesondere Salchendorf hatten schon immer mehr Arbeitsplätze als Arbeitnehmer. Bis 1962 waren über 300 Bergleute auf dem „Pfannenberg“ beschäftigt, in guten Zeiten an die 1000. Seit 1962 stellen der dort angesiedelte Betrieb und weitere im Tal viele Arbeitsplätze, nicht nur für Neunkirchener.

#### Unternehmen
Ansässige Unternehmen sind unter anderem:
- Schäfer Werke GmbH (am Pfannenberg)
- SSI Schäfer
- Schäfer & SIS Interlogistik
- EMW Eisen- und Metallhandel

#### Freien Grunder Eisenwerke / SSI Schäfer
Die Freien Grunder Eisenwerke war eines der wichtigsten Unternehmen im Ort. Seit 1925 war es ein großer Arbeitgeber. Weiterverarbeitung des in den Gruben geförderten Eisenerzes war Hauptaufgabe. Auf dem Gelände wurde im Jahr 1716 die Beelenhütte errichtet und mit dem noch heute bestehenden alten Hüttenweiher in Betrieb genommen.
1937 gründete Fritz Schäfer in einer Garage die Fritz Schäfer GmbH mit Produktion von Blechwaren aller Art. 1948 verlagerte er sein Unternehmen auf die „Dorfwiese“ auf das Gelände der Freien Grunder Eisenwerke. Heute ist SSI Schäfer GmbH ein modernes Unternehmen mit Standorten rund um die Erde.
- Siehe auch: Schäfer Gruppe

Ein Relikt aus der Zeit der Eisenverhüttung in Salchendorf ist der Hüttenweiher, der früher zur Hütte gehörte und heute vom Angelverein im Ort genutzt wird.

### Verkehr

Erster Personenzug im Salchendorfer Bahnhof am 1. Mai 1908

Salchendorf liegt an der Verbindungsstraße zwischen Neunkirchen und Eiserfeld, in der Ortsmitte geht eine weitere Straße ab nach Wilden, bzw. Wilnsdorf und der Bundesautobahn 45 (Sauerlandlinie), über die der Ort seit den 1970er Jahren zu erreichen ist.
Den Busverkehr übernehmen die Verkehrsbetriebe Westfalen-Süd mit den Linien R15 (Neunkirchen – Wilnsdorf), R22 (Neunkirchen – Eiserfeld) und L230 (Lokallinie: Rassberg – Neunkirchen – Altersheim).
Die Freien Grunder Eisenbahn war ein Bahnunternehmen, das von 1904 bis 1970 existierte. Es bestand eine Bahnstrecke für die Orte im Freien Grund von Herdorf bis Unterwilden. Für den Güterverkehr ist die Strecke noch bis Salchendorf in Betrieb, den die Kreisbahn Siegen-Wittgenstein durchführt.

### Medien
Der Radioempfang im südlichen Siegerland in geprägt durch Lokal- und überregionales Radio, wobei Radio Siegen die meisten Hörer hat. Neben den nordrhein-westfälischen Radiosendern des WDR und 1 Live kann auch das hessische FFH und die rheinland-pfälzischen Sender RPR 1 und die des SWR empfangen werden.
Als lokale Zeitungen werden neben der Siegener Zeitung auch die Westfalenpost und die Westfälische Rundschau angeboten. Seit dem Frühjahr 2007 ist in Salchendorf DSL verfügbar.

## Sehenswürdigkeiten

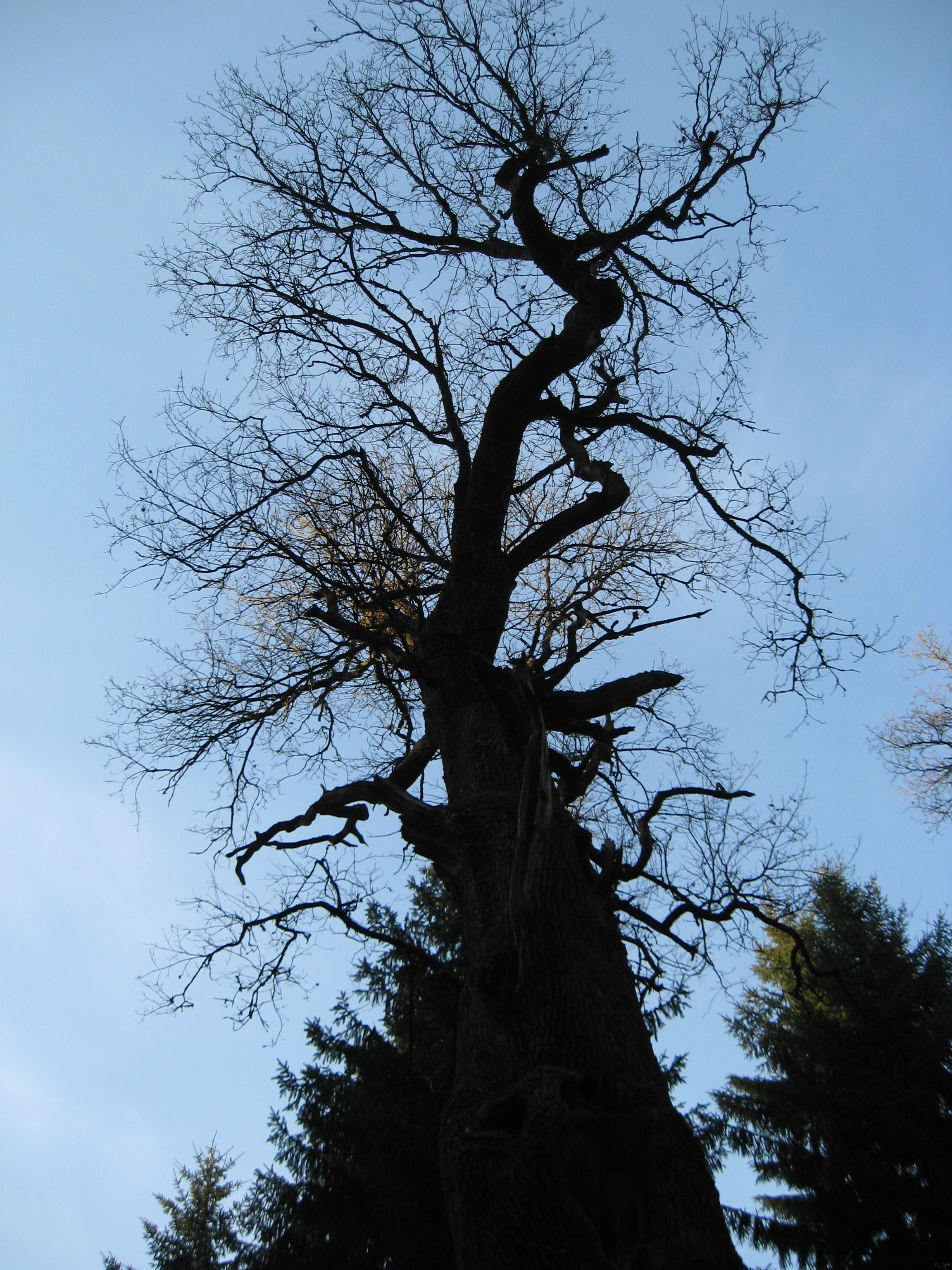
Königs- oder Schäfer-Eiche

Das Schaubergwerk Wodanstolln wird regelmäßig für Besucher geöffnet. Der Stollen wurde 1732 angelegt und verband die Gruben Heidenberg und Rennseifen miteinander. Er diente als Erbstollen und bis 1910 zum Erzabbau. Ab 1995 baute der Heimatverein den Stollen zum Schaubergwerk um, seit 1997 wird er so genutzt. Der 1,5 km lange Stollen ist auf 600 m begehbar. Das Zechenhäuschen wurde originalgetreu wiedererrichtet.
Die Dorfschmiede Salchendorf zeigt vor allem Schmiede- und Bergbauwerkzeuge, die während der regelmäßigen Führungen auch im Einsatz sind. Das Gebäude wurde 1933 errichtet, durch den Salchendorfer Heimatverein renoviert und 1993 Jahre später seiner jetzigen Bestimmung übergeben.
Das Salchendorfer Heimathaus Haus Henrichs stammt aus Emmerichenhain und wurde nach dem Dorfbrand im September 1752 von Johann Georg Henrich (* 1719) gekauft. Es wurde 1755 auf den Fundamenten des abgebrannten Hauses, die erweitert werden mussten, wiedererrichtet. Im Giebel hängt eine Schiefertafel mit den Initialen J.G.H. und der Jahreszahl 1755. 2001 konnte der Heimatverein das Haus erwerben. In über 5000 Arbeitsstunden wurde das Haus renoviert und am 8. Mai 2004 eingeweiht. Im Haus sollen Dokumente und Gegenstände zur Dorfgeschichte Platz finden.
Die Königseiche im Hofstätter Wald ist mindestens 300 Jahre alt und hat einen Stammumfang von 5,25 m.
Das Ehrenmal in Salchendorf besteht aus einer Ruhmeshalle mit Kenotaph und wurde am 2. September 1923 durch den damaligen Gemeindevorsteher Albert Heinze (1860–1947) eingeweiht. Auf Steinplatten an der Wand stehen die Namen aus dem Ersten Weltkrieg, auf einem metallenen Würfel in der Mitte der Halle stehen die Namen der Gefallenen und Vermissten aus dem Zweiten Weltkrieg.

## Schule und Freizeit

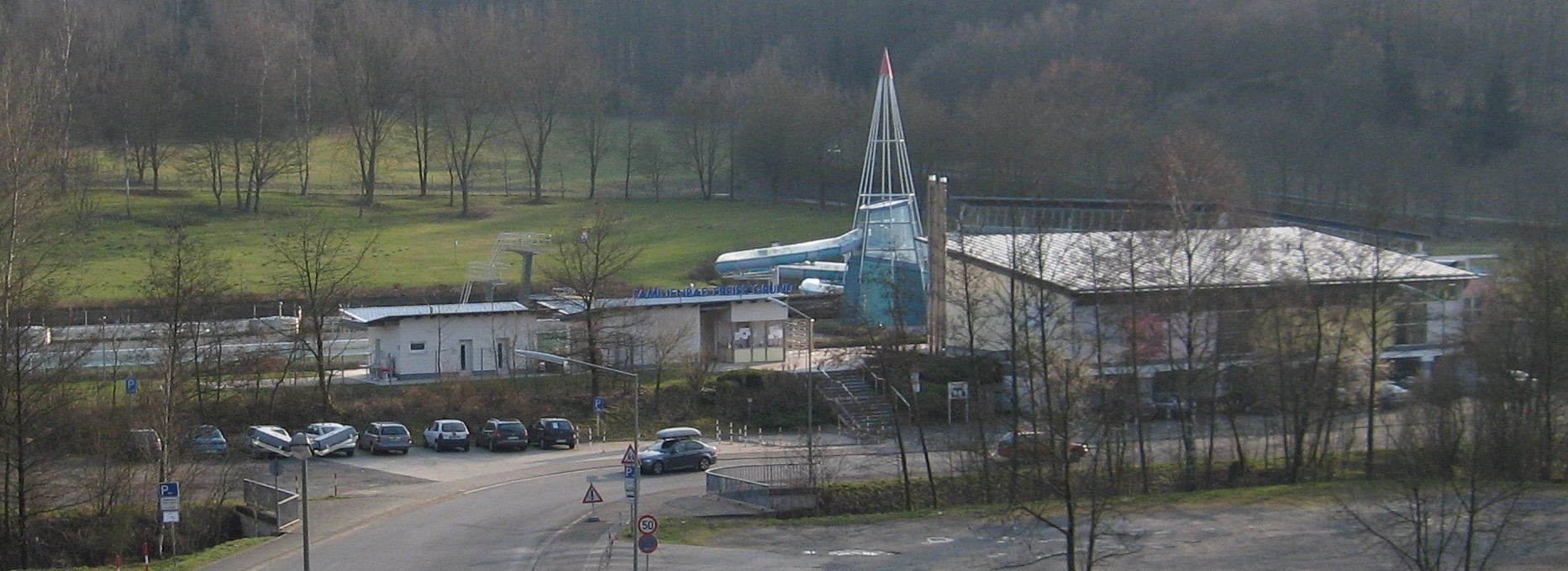
Das Familienbad Freier Grund

Salchendorf hat eine eigene Grundschule und einen eigenen Kindergarten. Das Familienbad Freier Grund mit Hallen- und Freibad liegt unterhalb des Rassberges und hat durchgängig geöffnet (Freibad nur im Sommer). Nicht weit davon ist der Sportplatz mit Hof, nebenan ein 1971 gegründeter Tennisclub und eine Minigolfanlage. Der Sportplatz wurde 2007 umfassend modernisiert und erhielt Kunstrasen und eine Laufbahn.
Auf dem Platz des Angelvereins fand bis 2008 jedes Jahr am Karsamstag das Osterfeuer statt. 2009 war es erstmals im alten Dorf des Ortes. Vorher gibt es einen Osterlauf, der von Salchendorf nach Wilden führt. Zudem steht am 30. April und am 1. Mai auf einem Platz am Ortsausgang in Richtung Wilden ein Zelt für den Tanz in den Mai. Am 20. April 2008 fand das bereits sechste Unimogtreffen in Salchendorf in der Nähe des Schwimmbades statt.

## Politik

### Ehemalige Bürgermeister der Gemeinde Salchendorf
- Alfred Hoffmann (1906–1995), ebenfalls langjähriger Amtsbürgermeister[32]

## Söhne und Töchter des Ortes
- Arnold Krumm-Heller (1876–1949); Abenteurer, Arzt und Okkultist
- Karl Roth (1902–1980), Unternehmer, Kommunalpolitiker (FDP) und ehrenamtlicher Landrat